# Soul Glo
Soul Glo és una un grup estatunidenc de punk hardcore de Filadèlfia. El seu so ha estat descrit com una mescla de punk rock i rap rock. El 2022, la revista Mondo Sonoro va considerar Diaspora Problems el Millor disc de hardcore punk de l'any.

## Història
Soul Glo es va formar el 2014 com a quartet. El 2018, mentre la banda estava de gira, el baixista GG Guerra va ser arrestat per motius racistes per dos agents de la Missouri State Highway Patrol mentre es dirigien cap a un concert a Saint Louis, fet que va comportar que el grup cancel·lés els següents bolos i iniciés una campanya de micromecenatge a GoFundMe per a pagar la fiança i poder contractar un advocat per denunciar l'actuació policial.
El 2021 el grup va signar amb Epitaph Records. L'agost del mateix any, Soul Glo va telonejar My Chemical Romance en la seva gira, juntament amb Turnstile.

## Discografia

### Àlbums
- Untitled (2015)
- Untitled LP (2016, SRA Records)
- The Nigga in Me Is Me (2019, SRA Records)
- Diaspora Problems (2022, Epitaph/Secret Voice)[5]

### EP
- Songs to Yeet at the Sun (2020, Secret Voice)
- DisNigga, Vol. 1 (2021, Epitaph)
- DisNigga, Vol. 2 (2021, Epitaph)